# Magnus Hagevi
Gustaf Magnus Ingemar Hagevi, född 10 augusti 1965 i Jönköping, är en svensk professor i statsvetenskap vid Linnéuniversitetet och bosatt i Växjö.

## Biografi
År 1998 disputerade Hagevi vid Göteborgs universitet med avhandlingen Bakom riksdagens fasad. Ämnet för avhandlingen var riksdagsledamöternas relationer till sina parlamentariska partigrupper, där han utvecklade analyserna om riksdagsledamöternas utskottsplaceringar, möjligheten för politiker att uppfylla sina individuella mål i riksdagens partigrupper och den så kallade anciennitetsprincipen.  
År 2003 flyttade Hagevi sin arbetsplats från Göteborg, till Växjö universitet, numera Linnéuniversitetet i Växjö.
Magnus Hagevi har i sin forskning inriktat sig på politiskt beteende på såväl väljar- som elitnivå. Inom området religion och politik har han har publicerat ett antal böcker och vetenskapliga artiklar som behandlar väljarbeteende, parlamentsforskning och partier. I partiforskning har Hagevi publicerat studier om politikens professionalisering och förändrade partisystem i Västeuropa. I forskning om parlament (legislativt beteende) har Hagevi gett flera bidrag som behandlar riksdagsledamöternas inflytande och karriär. Inom väljarbeteende har Hagevi publicerat flera valforskningsrapporter där han lyft fram betydelsen av väljarnas blocksympatier och nya konfliktdimensioner inom svensk politik. Som forskare är Hagevi aktiv debattör och ofta anlitad expert av bland annat myndigheter och massmedia. Inom Statsvetenskapliga förbundet (Swepsa) har han även initierat forskarnätverket Politiskt beteende och partier och årligt återkommande arbetsgrupp på Swepsa:s statsvetarkonferens.    
Hagevi är ledare för kunskapsmiljön En ifrågasatt demokrati vid Linnéuniversitetet. Han är även ledare för Surveyinstitutet vid Linnéuniversitetet som genomför återkommande enkätundersökningar hos den svenska befolkningen i aktuella samhällsfrågor. Sedan 2014 är Hagevi redaktör för Surveyjournalen.   
Magnus Hagevi var mellan 2006 och 2021 ledamot i styrelsen för Statsvetenskapliga förbundet och mellan 2009 och 2013 ledamot av styrelsen för Religionssociologiska föreningen i Sverige. Hagevi är sedan 2016 ersättare i Valmyndighetens nämnd och sedan 2022 ersättare i Etikprövningsmyndigheten i Linköping..  
År 2014 tilldelades Hagevi Wallquistpriset av Smålands akademi och år 2018 Hans Wieslanderpriset för innovativ forskning av Hans Wieslanders stipendiefond.

### Böcker
- Riksdagen utifrån: –  en gahrtonsk teori synas i sömmarna. (1995), Licentiatuppsats. Göteborg, Statsvetenskapliga institutionen, Göteborgs universitet.
- Bakom riksdagens fasad. Doktorsavhandling. Göteborg, (1998), Akademiförlaget Corona.
- Religion och politik. (2005), Liber, Malmö (red).
- Politisk opinion och religiositet i Västra Götaland. (2009), Lund, Sekel.
- Avstamp: Svenska folkets värden och syn på brännande samhällsfrågor. (2010) Växjö, Linnaeus University Press. (red).
- Den svenska väljaren. (2011) Umeå, Boréa bokförlag. (red).
- Partier och partisystem. (2015) Lund, Studentlitteratur (red).
- Den svenska väljaren 2014 (2015) Malmö, Gleerups.
- Enkäter: Att formulera frågor och svar (2016) Lund, Studentlitteratur (tillsammans med Dino Viscovi).
- Cartelisation, Convergence or Increasing Similarities? Lessons from Parties in Parliament (2018). London, ECPR Press/Rowman & Littlefield Internation (redaktör tillsammans med Henrik Enroth).
- Den svenska väljaren: En introduktion till politiskt beteende i allmänna val (2022). Stockholm: Santérus.
- Guds folk: Om kristen nationalism i Sverige och USA (2022). Stockholm: Timbro.
- Party Realignment in Western Europe: Electoral Drivers and Global Constraints (2022). Cheltenham: Edward Elgar Publishing (tillsammans med Sofie Blombäck, Marie Demker, Jonas HInnfors och Karl Loxbo).

### Vetenskapliga artiklar (i urval)
- Religiosity and Swedish Opinion on the European Union. (2002), Journal for the Scientific Study of Religion.
- Religiositet och miljöopinion i Sverige och USA. (2008), Statsvetenskaplig Tidskrift.
- Beyond Church and State: Private Religiosity and Post-Materialist Political Opinion among Individuals in Sweden. (2012), Journal of Church and State.
- Kalla krigets slut och ideologisk förändring. (2014), Surveyjournalen.
- Religion and the environmental opinion in 22 countries: A comparative study. (2014), International Review of Sociology.
- Bloc identification in multi-party systems: The case of the Swedish two-bloc system. (2015), West European Politics.
- Religious Change over the Generations in an Extremely Secular Society: The Case of Sweden, (2017), Review of Religious Research.
- Xenophobic Opinion, a Populist Radical Right Party, and Individuals with Different Religious Contexts in Sweden, (2018), Journal of Church and State.
- Follow the money: public subsidies and the changing intra-party balance of power between different faces of the party organisation–the case of Sweden, (2018), Representation: Journal of Representative Democracy.